# Kelčská pahorkatina
Kelčská pahorkatina je geomorfologický podcelek Podbeskydské pahorkatiny, ležící na území mezi Přerovem, Holešovem a Valašským Meziříčím. Na JV ji ohraničuje vysoký a srázný zlomový okraj Hostýnských vrchů, na JZ naopak sama mírně vystupuje zlomovým svahem nad Hornomoravským úvalem. Na SZ ji ohraničuje údolí Bečevské brány. Údolí vodních toků mají z větší části neckovitý profil. Při úpatí Hostýnských vrchů se utvořily pedimenty a náplavové kužely. Podloží je tvořeno paleogenním až neogenním flyšem slezské a podslezské jednotky vnější skupiny a račanské jednotky magurské skupiny příkrovů. Dále zde najdeme vápenité jíly, písky a štěrky z neogénu a kvartérní spraše a sprašové hlíny. Oblast je málo zalesněná. Národopisně se jedná o region Hostýnské Záhoří.